# Teodoro I
Teodoro I (Jerusalén, ¿?-Roma, 14 de mayo de 649) fue el 73.er papa de la Iglesia católica, de 642 a 649.
Elegido cardenal por su antecesor en el año 641, al acceder al trono de San Pedro continúa la lucha de sus predecesores contra el monotelismo, doctrina que mantenía que en Jesucristo existen dos naturalezas pero una sola voluntad, condenando la Ecthesis, un edicto promulgado en 638 por el emperador Heraclio en el que se realizaba una profesión de fe de dicha doctrina, e intentando que el emperador Constante II, la condenase por herética y la aboliese.
Durante su pontificado se negó a reconocer a Pablo como patriarca de Constantinopla aduciendo que su elección era anticanónica al haberse producido tras la destitución ilegal de su antecesor Pirro. Ambos serían posteriormente excomulgados por el Papa al reafirmarse en su monotelismo, lo que llevó a Pablo a tomar represalias contra Teodoro, ordenando destruir el altar romano que existía en el Palacio de Placidia y desterrando o encarcelando a los nuncios papales. 
Poco antes de su muerte, en el 649, el emperador promulga un edicto, conocido como el Typos de Constante, en el que, intentando una reconciliación con el Papado, prohibía «a todos los súbditos ortodoxos que estaban en la fe cristiana inmaculada y pertenecían a la Iglesia católica y apostólica, luchar o querellarse unos con otros sobre una voluntad o dos voluntades», ordenando hacer desaparecer todas las disertaciones escritas sobre el tema, incluida la Ecthesis.
El emperador no condenaba, sin embargo, el monotelismo, del que siguió siendo partidario, ya que el nuevo edicto sólo perseguía proteger dicha doctrina de los ataques doctrinarios que venía recibiendo.
Ante la nueva situación, Teodoro convoca un concilio para ser celebrado en Letrán con el objetivo de fijar la doctrina de la Iglesia, sínodo, que, al fallecer el Papa el 14 de mayo de 649, se celebrará y será presidido por su sucesor Martín I.
Durante su pontificado se añadió al título de “Pontífice” el de “Soberano”.